# Vlag van Drieborg

Dorpsvlag Drieborg

De vlag van Drieborg werd op 31 maart 1965 door het Nederlandse dorp Drieborg in gebruik genomen. De vlag bestaat uit de provincievlag van Groningen met in het midden een geel huis met drie puntige daken met daarin de dorpsnaam in zwarte hoofdletters. Deze huizen stellen drie zogenoemde borgen voor en vormen een sprekend element verwijzend naar de dorpsnaam. De dorpsvlag is ontworpen door Vereniging Dorpsbelangen Drieborg.

Vlag van Groningen (provincie)

Bierum
· Boerakker-Lucaswolde
· Bourtange
· De Wilp
· Drieborg
· Eenum
· Farmsum
· Garrelsweer
· Hellum
· Jonkersvaart
· Kiel-Windeweer
· Leens
· Leermens
· Losdorp
· Marum
· Middelstum
· Noordlaren
· Nuis-Niebert
· Oldekerk, Faan en Niekerk
· Onstwedde
· Schildwolde
· Spijk
· Stedum
· Wehe-den Hoorn
· 't Zandt
· Zevenhuizen
· Zijldijk